# Сребърните ангели
Сребърните ангели (на испански: Los plateados) е испаноезична теленовела от 2005 г. на компания Телемундо и Аргос. Римейк е на чилийската теленовела „Семейство Пинчейра“. Снимана е в Мексико и е представена епохата в началото на 20 век. Главните роли са поверени на Маурисио Ислас, Анхелика Селая, Родриго Овиедо, Хуан Карлос Мартин дел Кампо, Тамара Монсерат и Умберто Сурита. Теленовелата се е излъчвала в много страни по света включително и в България.

## Сюжет
Разказват се много легенди за бандата наречена „Сребърните ангели“, чиято мисия в живота е да се борят срещу несправедливостта и са се заклели никога да не се влюбват.
Емилио Гаярдо е богат земевладелец и съблазнител. Той е неверен по природа и смята, че всяка жена може да бъде негова. Мечтае да се ожени за младата и красива Камила Кастаньеда въпреки че от години има бурна връзка с голямата ѝ сестра Лусиана. Макар и Камила да не го обича, майка ѝ Офелия не спира да ѝ повтаря, че любовта ще дойде с времето. Камила не предполага, че на сватбата си ще се запознае с мъжът на живота си Габриел Кампусано. Той е главатар на небезизвестната банда „Сребърните ангели“, която включва неговите двама братя Томас и Мануел, както и малката им сестра Химена. Габриел е смел и груб мъж, който само с един поглед омайва жените. Той живее скрит в планината заедно с братята и сестра си, след като е обвинен несправедливо заедно с Томас за смъртта на баща си. Когато бандата атакува имението на Емилио Гаярдо той отвлича съпругата му, за да му даде урок заради отношението му към обикновените хора. Влюбва се в Камила и така започва бурната любовна история между него и жената на Емилио. Камила се оказва влюбена в най-големия враг на съпруга си.

## Актьорски състав
- Тамара Монсерат – Камила Кастаньеда
- Маурисио Ислас – Габриел Кампусано
- Умберто Сурита – Емилио Гаярдо
- Доминика Палета – Лусиана Кастаньеда
- Родриго Овиедо – Томас Кампусано
- Анхелика Селая – Химена Кампусано
- Хуан Карлос Мартин дел Кампо – Мануел Кампусано
- Уенди де лос Кобос – Офелия Кастаньеда
- Глория Пералта – Самия Башур
- Едуардо Виктория – Андрес Кастаньеда
- Мария Аура – Есперанса Кастаньеда
- Марта Аура – Аугуста Вийегас
- Ектор Аредондо – Леонардо Вийегас
- Тереса Тучио – Исабел Вийегас
- Алваро Гереро – Аурелио Вийегас
- Клаудия Лобо – Ирен Вийегас
- Замя Фандино – Ксочит
- Мишел Варгас – Лайла Башур
- Гилермо Перез Кинтания – Никанор
- Алберто Гера – Ясир Башур
- Росио Вердехо – Ямиле Ибн Сахиб
- Хисет Галатея – Долорес
- Карлос Торес Ториха – Хулиан Олмеда
- Марко Тревиньо – полковник Мехия
- Мару Браво – Хосефа
- Хоакин Косио – Камал Башур
- Карлос Корона – Виктор Вийегас
- Майра Сиера – Ева
- Луис Иверино – Халим Башур
- Аурора Гил – Анджелис Вийегас
- Дамаянти Куинтанар – Антония
- Ейнджъл Чехин – Исмаил Ибн Захиб
- Алберто Труийло – Лоренцо Бустаманте
- Марко Антонио Агире – Димас Гарсия
- Омар Аяла – Ел Ражадо

## В България
В България теленовелата е излъчена през 2006 г. по bTV всеки делник от 17:00 часа. Ролите се озвучават от Христина Ибришимова, Вера Методиева, Виктор Танев, Александър Воронов и Стефан Сърчаджиев-Съра.